# Eremitage (Warschau)

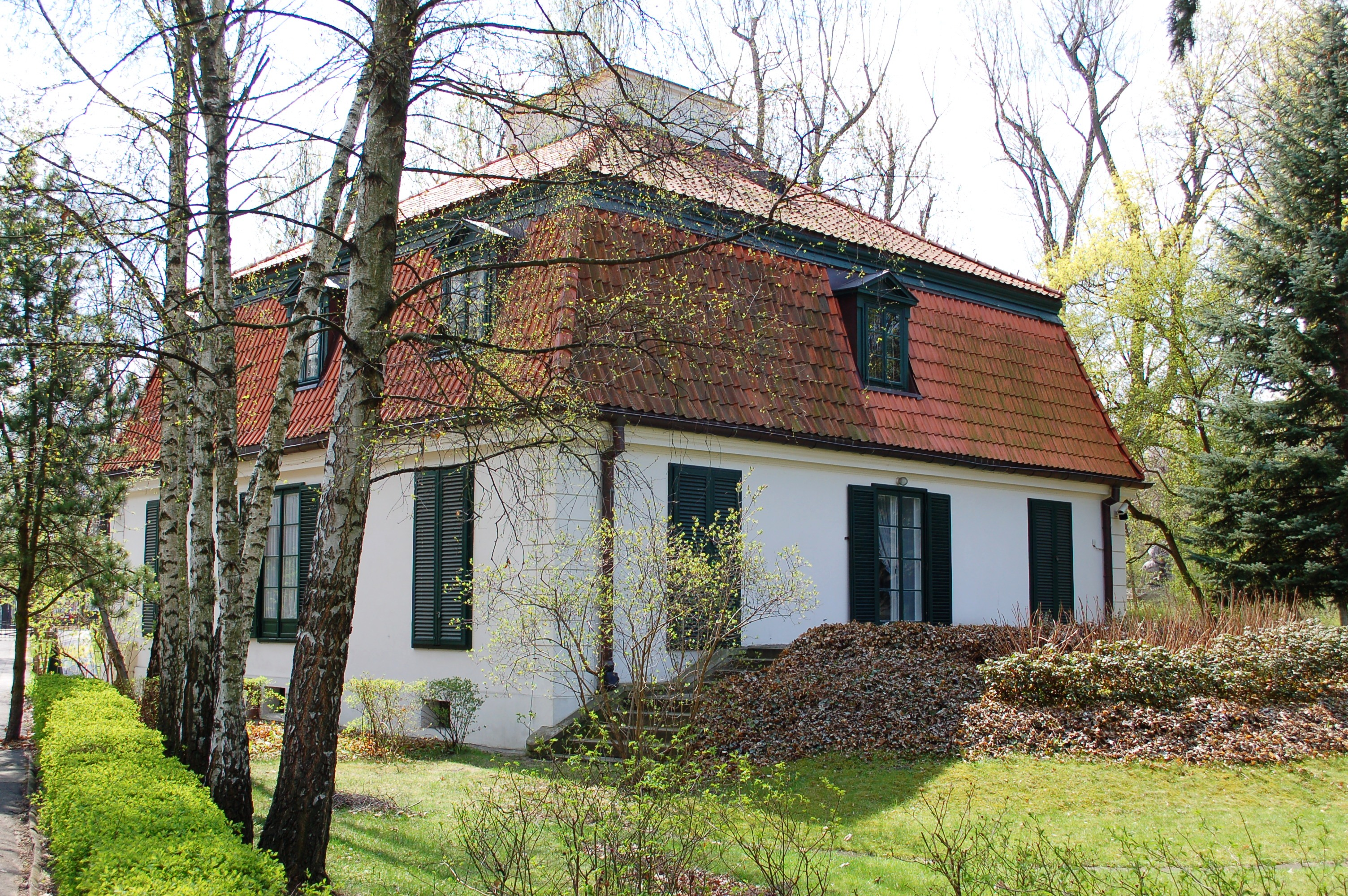
Eremitage

Die Eremitage (polnisch Ermitaż) im Warschauer Łazienki-Park ist ein barockes Palais, das im 17. Jahrhundert im Norden des Parkes von Tylman van Gameren für den polnischen Magnaten Stanisław Herakliusz Lubomirski erbaut und im 18. Jahrhundert von Domenico Merlini für den polnisch-litauischen König Stanislaus II. August Poniatowski umgebaut worden ist.

## Geschichte
Das Gebäude wurde in den 1670er Jahren als Eremitorium gebaut. Lubomirski nutzte es vor allem als Refugium zum Verweilen und Nachsinnen. 1764 erwarb König Poniatowski den Łazienki-Park. 1777 wurde das Gebäude durch ein Feuer beschädigt. Poniatowski ließ es umgehend wieder aufbauen und stellte es seiner Mätresse Henrietta Lullier zur Verfügung. Um das Gebäude wurde ein englisch-chinesischer Garten angelegt. Der ursprüngliche Garten ist nicht mehr erhalten, da dieser Teil des Parks im 19. Jahrhundert umgestaltet wurde. Anfang des 20. Jahrhunderts wurde er in einen Obsthain verwandelt. In den 1950er Jahren lebte hier Kazimierz Mijal. Danach diente das Gebäude als Kindergarten für die kommunistische Elite Warschaus. Der Garten wurde durch den Bau der Łazienkowska-Stadtautobahn weitgehend zerstört. Das Gebäude wird derzeit von den Museen im Łazienki-Park verwaltet und für kulturelle Veranstaltungen genutzt.